# 吴星峰
吴星峰（1922年—1994年），男，广东大埔人，生于新加坡，中华人民共和国政治人物，曾任厦门市人民政府市长。